# Inginerie financiară
Ingineria financiară este un domeniu interdisciplinar, care se ocupă de analiza cantitativă a piețelor financiare, utilizând modele matematice, statistice și computaționale. Inginerii financiari aplică teoria financiară, metode matematice avansate, tehnologia informației și tehnici de inteligență artificială în probleme privind piețele financiare și managementul financiar.
Ingineria financiară este un proces de combinare, divizare și creare de instrumente financiare cu scopul îndeplinirii unor obiective financiare licite, cu grad sporit de profit, în cadrul unor constrângeri legale cu deosebire de natură fiscală. Ingineria financiară este opusă manipulărilor și combinațiilor financiare cu scopul de evaziune fiscală sau de frustrare a unei persoane de drepturile bănești cuvenite, adică este opusă pseudo-ingineriei financiare.